# Янушкевич, Николай Осипович

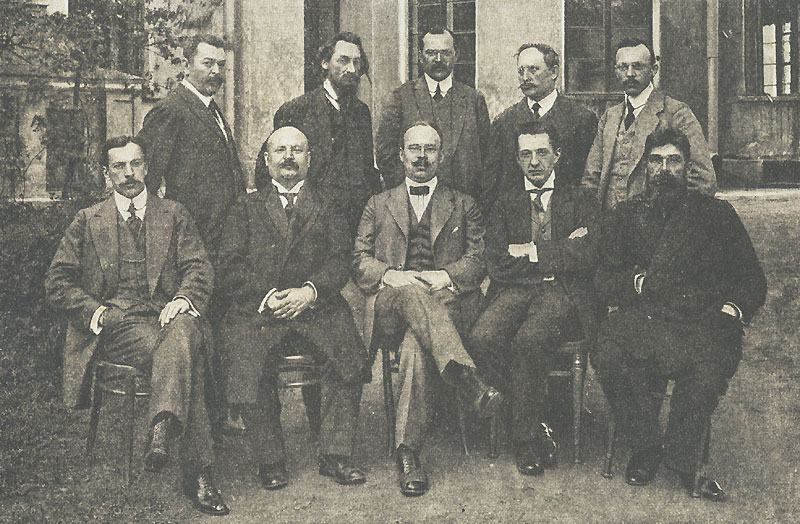
Фракция трудовиков в IV-ой Государственной думе. 1916 год. Стоят: князь В. Л. Геловани, А. С. Суханов, М. С. Рысев, Ф. О. Кейнис, А. И. Рыслев. Сидят: Н. О. Янушкевич, Д. Д. Старлычанов, В. М. Вершинин, А. Ф. Керенский, В. И. Дзюбинский.

Николай Осипович Янушкевич (3 февраля 1886, дер. Юрздыка Вижунской волости Вилкомирского уезда — 4 декабря 1942, Каунас) — литовский переводчик и публицист, депутат Государственной думы IV созыва от Ковенской губернии, общественный деятель.

## Биография
Литовец,  католического вероисповедания, родом из крестьянской семьи из деревни Юрздыка Вижунской волости Вилкомирского уезда Ковенской губернии. В 1904 году выпускник Санкт-Петербургской Введенской классической гимназии. Литовские источники утверждают, что он какое-то время изучал право в Санкт-Петербургском университете, однако связанные с избранием в Думу источники сообщают, что после окончания гимназии, Янушкевич "поселился у себя на родине, посвятив себя сельскому хозяйству". Имел надел площадью 3 десятины, на котором, как сообщалось, занимался земледелием. Согласно литовским источникам был членом Литовской демократической партии, по официальным данным во время выборов в Государственную Думу оставался беспартийным. В 1912 году был холост.
25 октября 1912 года избран в Государственную думу IV созыва от общего состава выборщиков Ковенского губернского избирательного собрания. Член IX отдела. Вошёл в Трудовую группу. Во время отсутствия известных "трудовиков" А. Ф. Керенского и В. М. Вершинина заменял их в Совете старейшин Думы. Выступая на собраниях фракции, поднимал вопрос о положении в Литве. Состоял членом думской комиссии по местному самоуправлению, комиссии об охоте, комиссии по рабочему вопросу, комиссии по народному образованию, комиссии о замене сервитутов, комиссии по военным и морским делам и комиссии по направлению законодательных предложений. 12 июня 1913 при обсуждении законопроекта о городском самоуправлении в Царстве Польском выступил с речью против польского доминирования и попыток ассимиляции литовцев. Выступая 19 декабря 1916 года, заявил, «что убийство Распутина есть первый сигнал к революции».
Активный участник Февральской революции  в Петрограде. 27 февраля 1917 года принимал участие в частном совещании членов IV Государственной думы в Таврическом дворце, в его Полуциркульном зале, вместе с С. П. Мансыревым поддержал предложение  В. И. Дзюбинского объявить Государственную думу Учредительным собранием. Выступая там, подчеркнул необходимость для Думы «быть солидарной с революционным народом и войском». В марте 1917 года избран членом Бюро Совета представителей национальностей Государственной Думы. Вместе с Мартинасом Ичасом и Вацловасом Биелскисом посетил председателя Временного правительства Г. Е. Львова, который просил их назвать литовских представителей на посты губернаторов трех литовских губерний (Виленской, Ковенской и Сувалкской).  6-10 марта 1917 года отправлен в качестве Комиссара Временного комитета Государственной думы (ВКГД) и Временного правительства командирован на Северный фронт. Начальник штаба 1-й армии И. Р. Довбор-Мусницкий остался крайне недоволен выступлением Янушкевича перед войсками. Довбор-Мусницкий сообщал, что Янушкевич утверждал, что «теперь ни богатых, ни бедных, и недостаточно подчеркивал необходимость самой строгой дисциплины и повиновения и этим взбудоражил солдат». 8 апреля 1917 ВКГД направил Янушкевича  для успокоения кавалерийских частей в Смоленске, которые занимались задержанием дезертиров. Состоял в Военной комиссии. С июня по октябрь 1917 года по решению Бюро ВЦИК введён в его состав как представитель партии Социалистов-народников Литвы. 12-15 августа 1917 года участвовал в работе Государственного совещания в Москве. 14—22 сентября 1917 года принял участие в Всероссийском Демократическом Совещании в Петрограде, совместно с П. Я. Балисом избран в его президиум как представитель литовцев. В октябре 1917 года избран членом Предпарламента (Временного совета Российской республики).
Был одним из идеологов и организаторов Литовской революционной социалистической народной партии. В 1916-1918 годах в Петрограде редактировал и сотрудничал в левой народной газете «Naujoji Lietuva» (Новая Литва).
14-16 марта 1918 года делегат Четвёртого Чрезвычайного съезда Советов рабочих, солдатских, крестьянских и казачьих депутатов в Москве. Стал членом ВЦИК, причём значился в нём как левый эсер.
Вернувшись в Литву, работал в «Фонде прессы», в редакции газеты «Lietuvos žinios»; в это время для Янушкевича были характерны антикоммунистические взгляды.
Он занимался переводами и перевёл многие литературные произведения[какие?] на литовский язык.

## Сочинения
- Выдержки из докладов членов Государственной Думы Н. О. Янушкевича и Ф. Д. Филоненко (26 марта 1917)
- Газета "Вятская речь", 1913, 27 июня.

## Адреса
- 1913 — Санкт-Петербург, 10 Рождественская, д. 9[15]

### Архивы
- Российский государственный исторический архив. Фонд 1278. Опись 5. Дело 1348; Опись 9. Дело 934; Дело 1348. Лист 47; Опись 10. Дело 6, 7, 28.